# Titularbistum Algiza
Algiza ist ein Titularbistum der römisch-katholischen Kirche.
Er geht zurück auf ein ehemaliges Bistum der antike Stadt Algiza in der römischen Provinz Asia in der westlichen Türkei. Es gehörte der Kirchenprovinz Ephesos an.
| Titularbischöfe von Algiza |                                            |                                          |                  |                   |
| Nr.                        | Name                                       | Amt                                      | von              | bis               |
| 1                          | Florent Umberto Tessiatore OFM             | Apostolischer Vikar von Xi’an (China)    | 18. Mai 1928     | 10. April 1932    |
| 2                          | Carlos Carmelo de Vasconcelos Motta        | Weihbischof in Diamantina (Brasilien)    | 29. Juli 1932    | 19. Dezember 1935 |
| 3                          | Auguste-Maurice Clément                    | emeritierter Bischof von Monaco (Monaco) | 2. März 1936     | 3. März 1939      |
| 4                          | Ignacio de Alba y Hernández                | Koadjutorbischof von Colima (Mexiko)     | 29. April 1939   | 30. Juni 1949     |
| 5                          | John Patrick Kavanagh                      | Weihbischof in Dunedin (Neuseeland)      | 14. Juli 1949    | 26. Dezember 1957 |
| 6                          | Mario Brini Titularerzbischof pro hac vice | Kurienerzbischof                         | 14. Oktober 1961 | 9. Dezember 1995  |